# The Voice (Hoa Kỳ mùa 2)
Mùa thi thứ hai của cuộc thi âm nhạc thực tế The Voice do Mỹ sản xuất được lên kế hoạch phát sóng dài hơn bắt đầu từ cuối năm 2011 và kéo dài đến khoảng giữa 2012, bao gồm một số phát sóng đặc biệt ngày 05 tháng 02 năm 2012 sau trận chung kết Bóng bầu dục Mỹ Super Bowl. Đây là quyết định sau thành công tương đối khả quan của mùa thi đầu diễn ra từ 26 tháng 04 tới 29 tháng 06 năm 2011.
NBC cũng thông báo chuyển đổi khung giờ của Mùa 2 sang Tối thứ hai hàng tuần từ 8:00-10:00, so với khung giờ Tối thứ ba và tư như trước. Riêng ở châu Á, chương trình được phát trên kênh AXN lúc 8 giờ tối (theo giờ Singapore) thứ Tư hàng tuần, và chiếu lại cùng giờ tối thứ Bảy.
Vòng sơ tuyển dự kiến diễn ra tại Chicago, Tp. New York, San Francisco, Los Angeles, Houston, Atlanta, Nashville, và Orlando vào tháng 07. Đối tượng dự thi bao gồm các thí sinh hát đơn ca và các cặp song ca trình diễn tất cả thể loại nhạc như: pop, rock, R&B, hip-hop, alternative, latin, country, blues và indie.
Christina Aguilera, Cee Lo Green, Adam Levine và Blake Shelton được mong đợi tái ngộ cuộc chơi.